# Устье (Семилукский район)
У́стье — хутор в Семилукском районе Воронежской области России. 
Входит в состав Староведугского сельского поселения.

## Население
| 2010 |
| ---- |
| 19   |

## Улицы
На хуторе имеется одна улица — Устье.